# 希托帕 (堪薩斯州)
希托帕（英語：Chetopa）是一個位於美國堪薩斯州拉貝特縣的城市。

## 地方資料
根據2020年美國人口普查的數據，希托帕的面積為3.74平方千米，當中陸地面積為3.53平方千米，而水域面積為0.21平方千米。當地共有人口929人，而人口密度為每平方千米248.4人。